# The Residents
The Residents (с англ. — «Резиденты») — американский авангардный музыкальный коллектив, появившийся в начале 1970-х годов. The Residents считаются одной из самых концептуальных и самых загадочных групп. Особенностью коллектива является анонимность его участников: на концертах они выступают в скрывающих внешность масках, самые известные из которых — ставшие фирменным стилем The Residents, — глазные яблоки в чёрных цилиндрах вместо голов.

## История

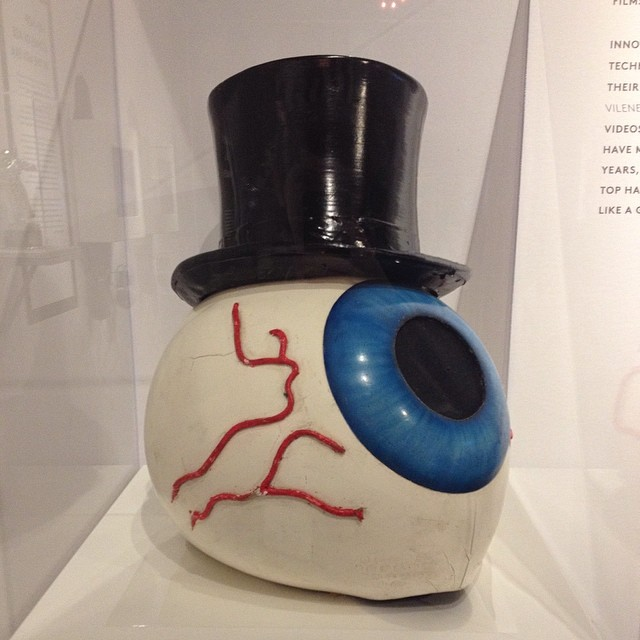
Маска The Residents в виде глаза в чёрном цилиндре.

Коллектив The Residents появился в начале 1970-х годов. Его музыканты скрывали свои лица и не называли собственных имён. Они выступали в масках и отказывались давать интервью, хотя иногда от их имени выступали представители бизнес-организации Cryptic Corporation. Музыкальный стиль The Residents отличался эклектичностью, сочетая электронную музыку, авангардизм и классические музыкальные произведения.
В ранних работах коллектива — Meet the Residents (1974) и Not Available (1978) — преобладало атональное и хаотическое звучание акустических инструментов. После выхода в 1979 году альбома Eskimo музыканты стали активно использовать электромузыкальные устройства и синтезаторы. С начала 1980-х годов их альбомы стали концептуальными. Пластинка The Mark of the Mole, вышедшая в 1981 году, послужила началом целого цикла повествовательных работ, который так и не был прекращён.
В 1991 году The Residents впервые стали использовать технологию CD-ROM, чтобы совмещать музыку и визуальные эффекты. В дальнейшем они выпустили ещё несколько похожих работ.
В 2014 году с выходом альбома The Wonder of Weird музыканты группы впервые обрели собственную идентичность. Они представились как вокалист Рэнди Роуз, гитарист Боб и мультиинструменталист Чак. Последний также начал выпускать собственные альбомы под именем Чарльз Бобак.
В 2018 году один из основателей группы и композитор Харди Фокс умер от рака.

## Творчество
Личности Residents — один из самых тщательно охраняемых секретов музыкальной индустрии. Маски и костюмы, которые они носят, невероятно странны и чрезмерны: глазные яблоки в цилиндрах и смокингах, гигантские кролики и психоделические птицы с длинными клювами, маски с лысинами, изогнутыми бровями и выпуклыми носами. Их музыка столь же безжалостна, сюрреалистична и удивительна, сколь и визуальные элементы шоу. Когда музыканты соединяют все элементы воедино, «получается поистине уникальный концерт, который отличается от любого другого шоу, которое вы когда-либо видели». За свою карьеру они записали более 60 альбомов, в том числе такие классические, как Duck Stab и The Commercial Album.
Журналисты всегда описывали этих артистов как значимое музыкальное и культурное явление, музыку которого стоит послушать как неотъемлемую часть американского рок-авангарда второй половины двадцатого века. Их альбомы сочетают в себе множество разнородных идей, включая электронику, рок-н-ролл, рок, соул, поп, мейнстрим, авангард двадцатого века и джаз.
В своём подходе к творчеству они культивировали пересечение жанровых границ, использовали стилизацию и гротеск в качестве художественной парадигмы; комбинировали элементы, которые казались крайне несовместимыми — технику, возникшую из творческих манифестов дадаистов, и сюрреалистический юмор. В альбомах, записанных во второй половине 1980-х, Residents представили музыку Джеймса Брауна, Джорджа Гершвина, Джона Филипа Соуза, Хэнка Уильямса и Элвиса Пресли. Их выступления всегда были более театральными, более похожими на оперные шоу, чем обычные музыкальные концерты.
В сценических представлениях для «Резидентов» визуальный аспект был так же важен, как и музыка. Он состоял из оригинальных декораций, специфических костюмов, сценических движений и мультимедийных видеопроекций. В последующие десятилетия «Резиденты» исследовали возможности, которые предлагает музыкантам кино и видео-арт. Со временем это направление стало неотъемлемым элементом эстетики коллектива, определив его художественную принадлежность. Их клипы транслировались по MTV, а затем стали частью выставки современного искусства в Нью-Йоркском музее современного искусства.
Создание ауры таинственности, жуткости и недоступности вокруг своей работы должно было создать впечатление, будто действует секретная секта, которая бросает вызов моделям социально приемлемой деятельности в мире индустрии развлечений. Маски стали образом и торговой маркой, уникальным способом конструировать визуальный аспект их творчества. Одновременно маскировка перенаправляет интерпретацию действий группы из реального мира буквальности и стабильности в сюрреалистическое пространство нереальности, мечты, воображения и нестабильности. Маска является прямым отрицанием культуры, ориентированной на идолов. В последующие десятилетия они изменили форму и функции масок. Деформированный образ кумиров рок-н-ролла, представленный на альбоме Meet the Residents (по мотивам обложки LP Beatles) — смешные костюмы в стиле Ку-клукс-клана и капюшоны из газет на музыкантах представляют собой пародию; шары в форме глаз, покрытые цилиндрами в Eskimo LP и более поздних альбомах; различные маски, закрывающие глаза, носы или части головы и тела, используемые в последние десятилетия, придали образам карнавальный стиль. Однако это не карнавал беззаботного веселья и социально приемлемого представления. Это образ, хотя и искажённый, в котором люди предстают как неполные или чрезмерно завершённые существа, как буквальные и символические уроды.

## Критика
Творчеству одного из самых оригинальных и плодотворных творческих коллективов в истории популярной музыки был посвящён специальный выпуск Rock Music Studies, в котором подводились итоги почти пятидесятилетней карьеры музыкантов.
Профессор музыки в Университете Сассекса Мартин Батлер пишет, что часто творчество музыкантов воспринимают как «пародии» на поп-музыку. Батлер считает, что группа одновременно деконструирует и в то же время пропагандирует практику почитания истории популярной музыки. Батлер предполагает, что даже факт объявления альбомов частью «серии» записей, как в серии «American Composer», можно рассматривать как традиционный и даже «консервативный» подход к истории популярной музыки. Например, коллекции полевых записей Алана Ломакса или их коммерческие переиздания, такие как серия компакт-дисков «Мастера XX века» Universal Music Group, выпущенная в 1990-х и начале 2000-х годов. Хотя The Residents выпустили только два альбома из серии «American Composer», Батлер утверждает, что их переработанные версии песен Джорджа Гершвина, Джеймса Брауна, Джона Филипа Соуза и Хэнка Уильямса предоставляют слушателям новые возможности для установления сложных связей между артистами на каждом из альбомов, на которых также представлен поп-культурный ландшафт середины восьмидесятых.
Профессор Университета Николая Коперника Марек Езиньски отмечает музыку группы в контексте более широкой истории модернизма двадцатого века, в частности движений дадаизма и сюрреализма, которые предвосхитили деконструктивистскую теорию на целое поколение.
Польский профессор из Института культурологии Дариуш Брзостек называет альбом Eskimo примером «умозрительной антропологии» и «попыткой воссоздать музыку инуитов с помощью техники электронной записи».
Доктор Тимон Адамчевски из Университета им. Казимира Великого рассматривает творчество «Резидентов» в рамках современных теорий «странностей», утверждая, что странное само по себе, как категория — это пространство, в которое вписываются практики копирования, связанные с постмодернистским искусством. Художественные и коммерческие практики «Резидентов» намеренно странно пародируют популярную музыку, чтобы выявить как бы сконструированные черты более откровенно коммерческой индустрии в поп-музыке и признать, что она состоит, в основном, из дискурсивных итераций, которые практически не имеют никакого содержания.
Профессор Университета Николая Коперника Эдита Лорек-Езиньска отмечает особый интерес, вызываемый их интерактивной игрой на CD-ROM 1994 года. Лорек-Езиньска утверждает, что их шоу подчёркивает сложную динамику между кажущейся «ненормальностью» исполнителей и потребителями. Музыканты часто стирают границы между тем, кто на самом деле является «аутсайдером» в этом обмене и что именно благодаря тому, что зрители принимают причудливость исполнителей, они могут противопоставлять своей аудитории противоречивые отношения. Успех «Резидентов» объясняется деконструкцией поп-музыки на их собственных условиях.